# 康斯坦丁·库扎科夫
康斯坦丁·斯捷潘诺维奇·库扎科夫（羅馬化：Konstantin Stepanovich Kuzakov，1911年—1996年），苏联记者、政治人物，苏联电视台、广播与电影制片人，苏共中央理论和政治机关刊物《共产党人》总主编，自称约瑟夫·斯大林的私生子。他的母亲玛丽亚·库扎科夫在斯大林1911年流放到索利维切戈茨克时，是他的女房东，两人有过外遇。历史学家西蒙·蒙蒂菲奥里认为，斯大林流放结束后，玛丽亚仍怀孕中。
后来，康斯坦丁就读于圣彼得堡国立大学，可能有父亲暗中帮助。1932年，内务人民委员部强迫他签署声明，禁止他透露自己的身世。
康斯坦丁曾在列宁格勒军事机械研究所教哲学，之后到莫斯科担任中央委员会机关人员，第二次世界大战时当过上校。1947年，还在父亲盟友安德烈·日丹諾夫下面工作的他与副手被指为美国间谍。康斯坦丁从未跟父亲介绍过自己，他表示自己在克里姆林宫工作的时候，“斯大林停下来看着我，我觉得他有话要跟我说。我本来想冲过去找他，但不知怎的打消了这个念头。他挥舞着烟斗离开了”。蒙蒂菲奥里表示，尽管斯大林保护他不被逮捕，他还是被开除出共产党。
斯大林去世和拉夫连季·贝利亚被捕后，康斯坦丁恢复党籍和公职，担任与文化相关的各种职位，包括电视电台广播委员会委员及文化部的司长。1996年去世。